# A szerelmi tilalom
A szerelmi tilalom, avagy a palermói novícia (németül Das Liebesverbot oder Die Novizie von Palermo WWV 38) Richard Wagner kétfelvonásos operája. Librettója Shakespeare Szeget szeggel című színműve alapján készült. Ősbemutatójára 1836. március 29-én került sor a magdeburgi Stadttheaterben. Magyarországon az Erkel Színházban mutatták be, 2015. szeptember  29-én, a Kolozsvári Állami Magyar Operával közös együttműködésben.
Játékideje: I. felvonás: 90 perc, II. felvonás: 67 perc.

## Története
A szerelmi tilalom volt Richard Wagner második operája. Magdeburgi karmesterkedése alatt írta. Itt látta Bellini I Capuleti e i Montecchi című operáját. Ez az élmény illetve saját kudarca ötvözeteként név nélkül egy tanulmányt publikált A német opera címmel, melyben az olaszok természetesen áradó dallamosságát állította szembe a németek tanultságával. Elégedetlensége kora erkölcsi felfogására is kiterjedt. Új operaterve is tiltakozás a polgári álszenteskedés, a puritanizmus ellen. Shakespeare Szeget szeggel című drámája nyomán, meglehetősen szabadon dolgozta ki A szerelmi tilalom című kétfelvonásos opera vázlatát. A szicíliai történet egy német helytartóról szól, aki halálbüntetéssel akarja sújtani a házasságon kívüli szerelmet, ám az első halálra ítélt nemes ifjúnak hajlandó megkegyelmezni, ha húga titkon az övé lesz. A zsarnokot leleplezik, a szerelem visszanyeri jogait. A mű programszerűen hirdette a természetes életösztön diadalát az erénycsőszök felett. Az opera librettóját Teplitzben fejezte be. A szerelemi tilalom 1836. március 4-re készült el. A társulat csődbe jutott, de Wagnernek sikerült meggyőznie az énekeseket és zenészeket, és azok tíz nap alatt megtanulták a darabot. A március 29. bemutató bukás volt és ezt követően a társulat feloszlott.

„Ennek az operának rendívül sok hibája van. A szerző Aubert, Bellinit szeretné utánozni: előbbinek könnyedségét, utóbbinak édes dallamait. Az eredmény eléggé szánalmas. Ólomlábakon mozog az egész építmény, Shakespeare humorának nyomát se leljük a megváltoztatott cselekményben [...], de jelentkezik egy olyan elem, ami később uralkodóvá lesz Wagner életművében, az önfeláldozás (Feuerbach filozófiája nyomán: megváltás), itt egyelőre csak testvéri fokon és igen szerény mértékben.”

– Németh Amadé

## Szereplők
| Szereplő                                                         | Hangfekvés  |
| ---------------------------------------------------------------- | ----------- |
| Friedrich, egy német, a király távollétében Szicília helytartója | bariton     |
| Luzio                                                            | tenor       |
| Claudio                                                          | tenor       |
| Antonio                                                          | tenor       |
| Angelo                                                           | basszus     |
| Isabella, Claudio húga                                           | szoprán     |
| Mariana                                                          | szoprán     |
| Brighella, a városi poroszlók parancsnoka                        | basszus     |
| Danieli, fogadós                                                 | basszus     |
| Dorella, Isabella korábbi szobalánya                             | szoprán     |
| Pontio Pilato                                                    | tenor       |
| Szicília királya                                                 | néma szerep |

## Cselekménye
Helyszín: Palermo
Idő: a 16. században

### Első felvonás
Első kép
Helyszín: Palermo vigalmi negyede
Brighella, a városi poroszlók parancsnoka a nép zúgolódása közepette elfogatja és börtönbe záratja Danielit, a fogadóst, mivel vétett Friedrich, a király helytartója legújabb rendelete ellen, ami halálbüntetés terhe mellett megtiltotta az italozás és szerelmeskedés minden formáját a városban, beleértve a karnevált is. A letartóztatottak között van Claudio, egy fiatal nemes és Dorella, Danieli alkalmazottja, aki korábban Isabella, Claudio testvérének szobalánya volt. Claudiónak  sikerül  barátjával Luzióval szót váltania. Arra kéri, keresse föl szüleik halála után novíciaként kolostorba vonult húgát, Isabellát és tájékoztassa a történtekről, mivel ő az egyetlen, aki segíthet szorult helyzetében.
Második kép
Helyszín: Az Erzsébet nővérek kolostorának udvara
A kolostorban Isabella összebarátkozott egy másik novíciával, Marianával, akitől megtudja, hogy valójában Friedrich, a helytartó felesége. Titokban összeházasodtak, ám amikor férje a magas tisztségbe jutott, eltaszította magától asszonyát, aki más kiutat nem látva, itt a kolostorban húzódott meg. Ígéretéhez híven Luzio felkeresi Isabellát, és első látásra beleszeret a nőbe. Miközben beszámol a fivérével történtekről - nem hallgatva el, hogy Claudio elcsábított egy lányt, Júliát, s az őt most ért baj mellett emiatt is felelősségre fogják vonni -, feleségül is kéri a lányt. Isabella elhárítja ajánlatát, és elhatározza, hogy alaposan elégtételt vesz a helytartón önkényeskedéséért.
Harmadik kép
Helyszín: Törvényszéki terem tribünökkel és galériával
Friedrich egyelőre késik, így nevében Brighella ítélkezik. Nagy sietősen száműzetésre ítéli Pontio Pilátót, Danieli egyik bizalmasát, mivel a fogadóban találkahelyet működtetett. Hamarosan megérkezik a helytartó is, rendre utasítja hatáskörét túllépő csatlósát, és maga veszi át az ítélő szerepét. Mielőtt azonban dologhoz láthatna, fiatal nemesek küldöttsége keresi föl, és illő tisztelettel egy kérvényt nyújt át, amelyben arra kérik Friedrichet, legalább rendeletének a karnevál tiltására vonatkozó részét vonja vissza. A helytartó elolvasás nélkül széttépi az írást. Ezután Claudiót vezetik elé. A Júliával folytatott szerelmi viszonyért mindkettőjüknek halállal kell lakolniuk. Alig kísérik el a poroszlók Claudiót, Isabella kér magánkihallgatást a helytartótól. Friedrichet lángra gyújtja az asszony szépsége, és amikor megtudja látogatása okát, fivére életét kínálja egyetlen vele töltött szerelmes éjszakáért cserébe. Isabella első gondolata, hogy fellármázza a népet, és nyilvánosan a helytartó fejére olvassa becstelen ajánlatát, ám Friedrich kineveti. Ugyan ki hinné el az egy tanú nélkül, négyszemközt elhangzott ajánlatot. Ekkor eszébe jut a lánynak barátnője, Mariana, és azonnal új tervet sző: őt fogja maga helyett a találkára küldeni. Megállapodnak, amint a lány elküldi találkára hívó levelét, Friedrich átadja a küldöncnek a Claudio szabadon bocsátását tartalmazó írást. Minthogy azonban beszélgetésük végén az érdeklődők már újra megtöltik a terem karzatát, a helytartó szemforgató módon, fennhangon kijelenti: a törvény betartása rangra és nemre való tekintet nélkül, mindenkire egyformán kötelező.

### Második felvonás
Első kép
Helyszín: A börtön kertje
Isabella felkeresi a börtönben testvérét, és elmondja, mi az ára menekülésének, de elhallgatja, hogy milyen tervet eszelt ki Friedrich félrevezetésére. Claudio először felháborodik a hallottakon, aztán erőt vesz rajta a halálfélelem, és arra kéri húgát, hozza meg érte ezt az áldozatot. Isabella tervébe beavatja Dorellát is, mivel Brighella szerelmes a lányba, ő lesz a küldönc, így könnyebben mehet majd a levelek ide-oda továbbítása. Közben érdeklődik Luzio iránt is - mivel a fiatalember felkeltette érdeklődését, - és elszomorodva hallja, hogy az ifjú a város majd minden eladósorba került lányának, asszonyának teszi a szépet.
Második kép
Helyszín: Szoba Friedrich palotájában
Brighella segítségével Dorella bejut a helytartóhoz, és átnyújtja az Isabellától kapott, találkára hívó írást. A helytartó tudja, hogy megszegi a maga hozta rendeletet, de érzései erősebbek megfontolásainál. Úgy dönt azonban, hogy vétkét nem tetézi további bűnnel, és ígérete ellenére mégsem kegyelmez meg Claudiónak. Amint távoznak, a fülig szerelmes Brighella is légyottra hívja Dorellát, amit a lány meg is ígér, egy feltétellel: mindketten jelmezben és álarcban jelennek meg.
Harmadik képt
Helyszín: A korzó egy részlete
A tilalomnak fittyet hányva Palermo népe karnevált tart. Brighella és emberei megkísérlik, hogy az önfeledt ünneplésnek véget parancsoljanak, ám nem sok sikerrel járnak. Csak Luzio közbelépése akadályozza meg a nyilvános összetűzést. Brighella a kudarccal nem törődve, köpenyét ledobva, Pierrot kosztümét viselve Dorella keresésére indul. Megjelenik az azonos ruhát viselő Isabella és Mariana, majd utóbbi a Friedrichhel egyeztetett találkahelyre indul. Luzio közben rádöbben, hogy Isabella mindenkinél fontosabb a számára. Tudomást szerezve a helytartó Isabellával kapcsolatos szándékáról, féltékenységében a nyomába indul. Jelmezében is felismeri Friedrichet. Úgy gondolja, hogy a mellette látott nő - Isabella. Már éppen melléjük érne, amikor váratlanul a nyakába ugrik Dorella, és csak egy csók fejében hajlandó őt szabadon engedni. Nagy nehezen megszabadul Dorellától, amivel persze felkelti a közelben leskelődő Brighella és Isabella nemtetszését. Előkerül Pontio Pilato is - aki időközben a börtönben kapott állást - és átadja Isabellának a helytartó írását. A lány csak most értesül róla, hogy áldozatvállalása hiábavaló lett volna. Friedrich csalárd módon mégsem kegyelmezett meg fivérének, ám Claudio a váratlanul kitört karneválnak köszönhetően egyelőre megmenekült. Felháborodásában összehívja a népet, hogy leleplezze a helytartó magát és másokat különböző mércével mérő ítélkezését. A helytartót közrefogják, de az utolsó pillanatban megváltozik a közhangulat. Nem büntetés, hanem kegyelem a része, miként az Claudioé és Júliáé is. Egymásra talál Isabella és Luzio, valamint Dorella és Brighella is. Ekkor érkezik a városba a király is, akit az ünneplő tömeg megnyer a karneválon való részvételre. Parancsára a díszmenetet Friedrich vezeti.

## Diszkográfia
- Hermann Prey (Friedrich), Sabine Hass (Isabella), Pamela Coburn (Mariana),Robert Schunk (Claudio), Kieth Engen (Angelo) stb.; Bajor Állami Opera Énekkara, Bajor Állami Zenekar, vezényel: Wolfgang Sawallisch (élő felvétel, München, Nemzeti Színház, 1983. július 9.) Orfeo C 345 953 D